# Локет (замок)
Ло́кет (чеш. Hrad Loket) — каменный замок в Чехии, примерно в 120 км к западу от Праги, около города Карловы Вары. Своё название получил от слова «локоть». Именно форму изогнутой руки напоминает излучина реки Огрже, на берегу которой стоит Локет. По одной из версий замок возведен как пограничная крепость.

## Секции замка
Замок разделён на девять частей, в которых хранятся средневековые артефакты, интересные с точки зрения истории. Помимо маркграфского дома, где выставлена коллекция фарфора, и того, что осталось от самой маленькой в Чехии ротонды в романском стиле, в замке представлены тюремные камеры и комната пыток, свадебный и церемониальный залы, оружейная и археологический зал, где можно увидеть макет метеорита «Железный Локет», романская угловая башня, дом бургграфа и капитанский дом XV столетия, а также дворец XVI века с двумя флигелями и фортификационными сооружениями.

### Маркграфский дом
Этот отсек замка был построен в романском стиле, а свой нынешний вид музея приобрёл в 1907 году. После прошедшей недавно реконструкции, музей фарфора местного производства был открыт для посетителей вновь на первом этаже дома. Позднее выставку распространили и в другие комнаты замка. Несколько надгробий поставлены в ряд у входа в здание. Одно из них с уже не существующего еврейского кладбища, из гробницы раввина Беньямина эпохи Возрождения. На камне высечено похвальное стихотворение, датируемое 1700 годом. Остальные надгробия прежде располагались на кладбище Локета при церкви Святого Иоанна.

### Археологический зал
В ходе археологических исследований в 1993 г. было найдено много фрагментов первоначальной кладки и разнообразных материалов, оставшихся после прежних реконструкций замка. Была открыта оригинальная кладка романского бастиона, относящаяся к периоду постройки замка, до 1230 гг. Стены имеют толщину от 2,2 до 2,5 м. Стены стоят непосредственно на скале, материал, использованный для их строительства,   бутовый камень. В верхней части раскопа, под главным окном были обнаружены стены дворца времён перестройки помещения при короле Вацлаве IV, а также сохранившиеся фрагменты кухни эпохи возрождения (1528-1536 гг.). Также возле каменного порога можно заметить прямоугольную основу для отопительной печи.

### Ротонда
Ротонда была скрыта в центре спиральной лестницы в северной части замка, что является показательным для славянских построек. Внутренний диаметр ротонды составляет 3,6 м, а внешняя стена имеет толщину примерно 75-80 см. Стены ротонды были обнаружены в 1966 г. Вероятно, ротонда относится к концу XII в., иначе все романские замки можно считать исключением из типичного для того столетия плана замков королевской семьи Пржемысловичей. Можно лишь добавить, что даже историки не могут прийти к соглашению, был ли замок построен во времена правления Пржемысловичей или ранее.

### Собор
Барочный собор был воздвигнут на месте, где ранее была готическая церковь. Последняя сгорела в 1725 году. Строительство новой церкви по проекту Вольфганга Браубока было завершено в 1734 г. Алтарь был расписан Петром Брандлем, а обе доступные для изучения створки алтаря, вероятно, являются работой локетского скульптора Яна Уайлда. При реконструкции церкви, был восстановлен и двор за алтарной частью храма. Также в церковном дворе был возведён памятник Вацлаву Эусебию Попелу из Лобковиц, заключённому в тюрьму замка Локет, а позднее похороненному в церковной крипте.

## История замка
В письменных источниках замок впервые упоминается в 1234 году. Вопрос кто из правителей Чехии основал крепость, до сих пор остается дискуссионным. Среди возможных основателей называют князя Владислава II, короля Пржемысла I Отакара и короля Вацлава I.
В средние века Локет приобрёл важное стратегическое значение как неприступная крепость на границе с германскими землями, однако после избрания Карла IV императором Священной Римской империи, Локет потерял роль пограничной заставы. В то же время его значение не упало: он сохранил за собой статус резиденции чешских королей. При сыне Карла IV, Вацлаве IV, Локет продолжал расширяться и стал ещё более важной крепостью.
В XV веке император Сигизмунд передал Локет дворянскому роду Шликов. Замок постепенно приходил в упадок. В 1822 году здесь сделали тюрьму, действовавшую до 1949 года.
С 1968 года является памятником культуры и открыт для посещения как музей. В замке проходили съёмки фильма «Казино „Рояль“».
В экспозиции The Museum of Art Miniatures, расположенного в замке, находится миниатюрная копия-макет картины «Шахматисты» Корнелиса де Мана  выполненная Викторией Морозовой в масштабе 1:12. Копия была представлена на фестивале миниатюристов в Кенсингтоне, Великобритания.

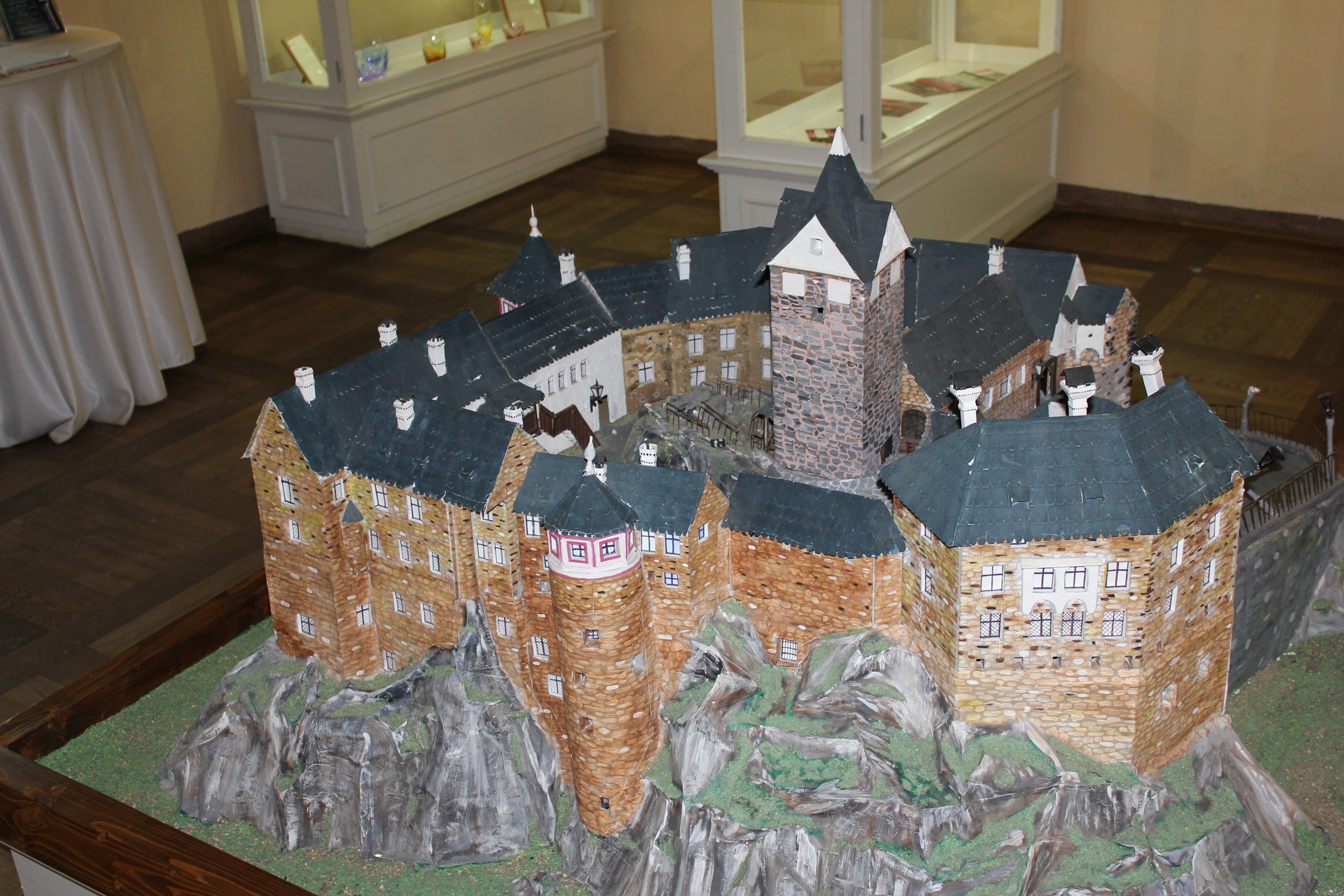
Макет замка Локет
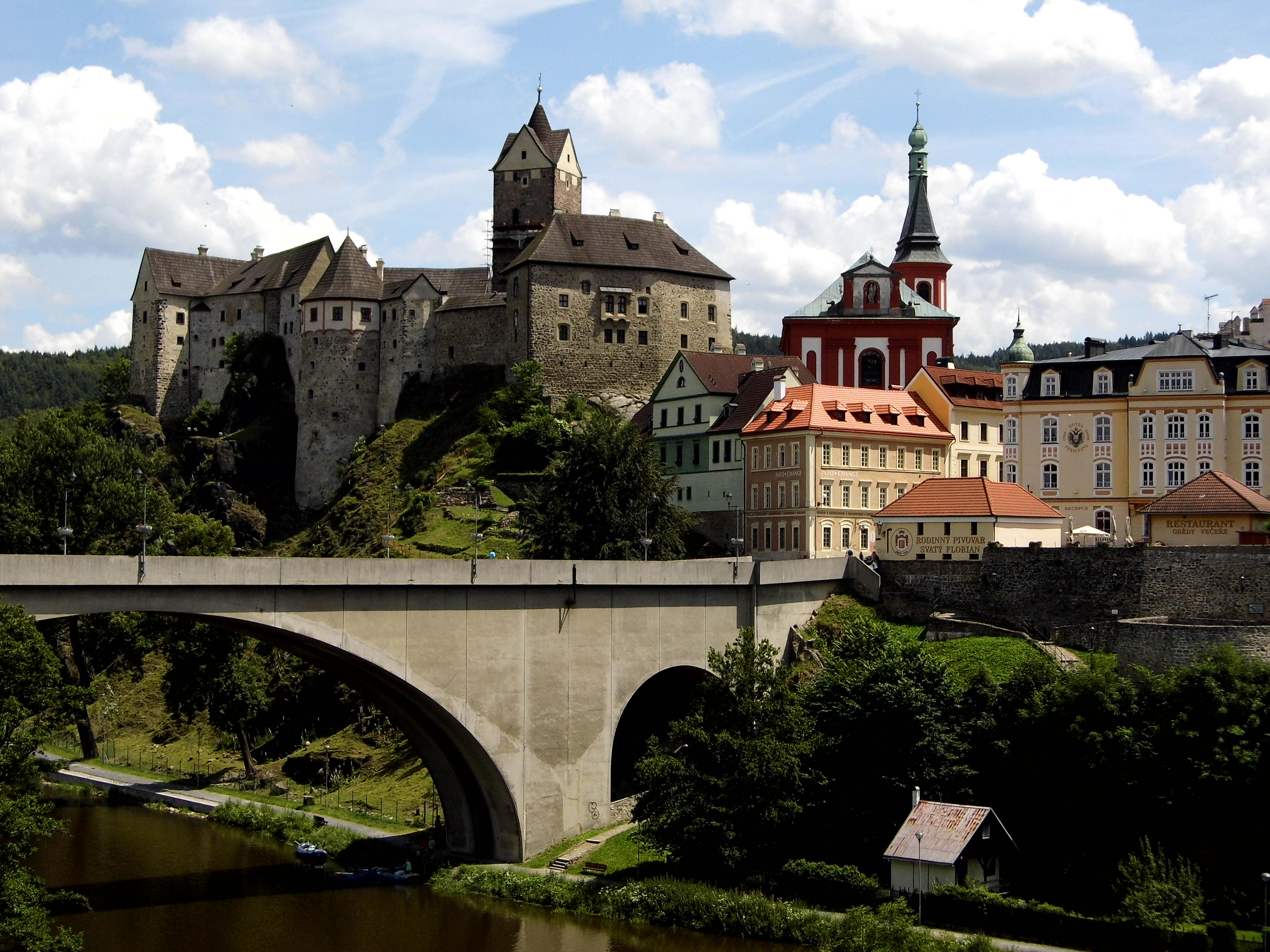
Вид на замок со стороны моста
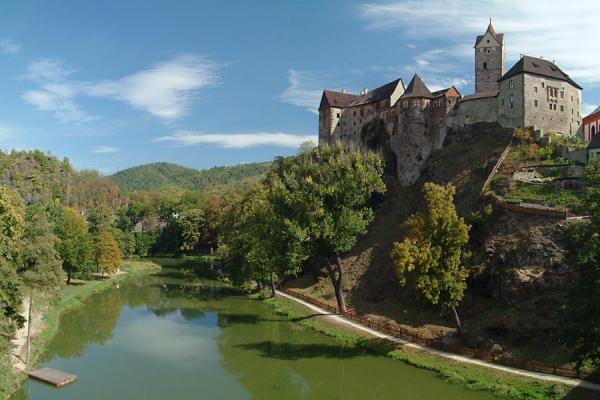
Вид на замок со стороны реки
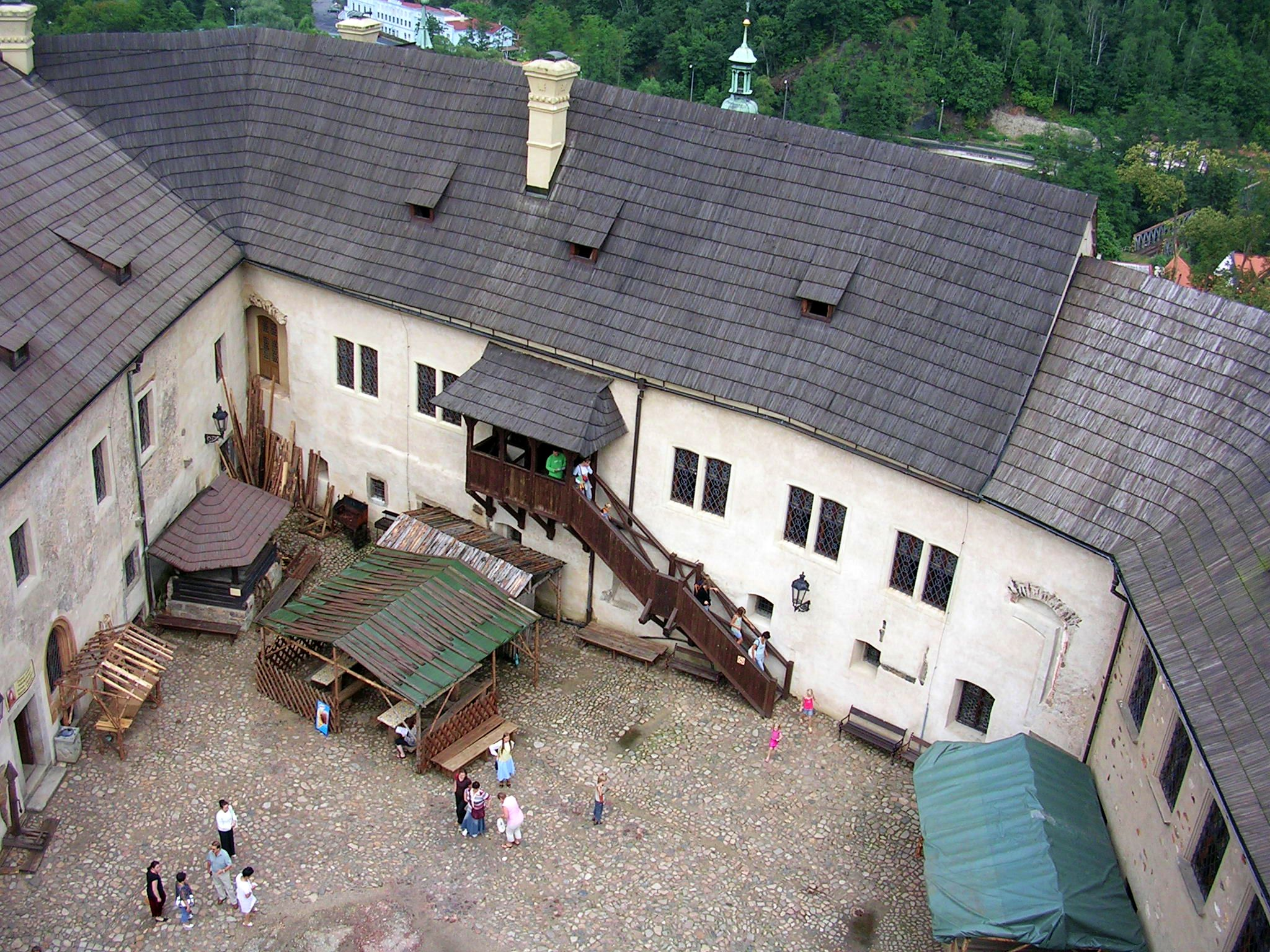
Вид сверху на замковый двор